# Mănăștiur
Mănăștiur là một xã thuộc hạt Timiș, România. Dân số thời điểm năm 2002 là 1776 người.